# Marie-Theres Nadig
Marie-Theres Nadig, née le 8 mars 1954 à Flums, est une skieuse alpine suisse.
Elle devient championne olympique de descente peu avant ses 18 ans, en battant la favorite de l'épreuve, Annemarie Pröll, avant de remporter la médaille d’or du slalom géant quelques jours plus tard.
Elle joue également au football au FC Zurich.

## Palmarès

### Jeux olympiques d'hiver
| Épreuve / Édition   | Descente     | Slalom géant | Slalom  |
| JO 1972 Sapporo     | Or           | Or           | Abandon |
| JO 1976 Innsbruck   | Non-partante | 5e           | Abandon |
| JO 1980 Lake Placid | Bronze       | Abandon      | Abandon |

### Championnats du monde
| Épreuve / Édition                    | Descente     | Slalom géant | Slalom  | Combiné |
| JO 1972 Sapporo                      | Or           | Or           | Abandon | Abandon |
| Mondiaux 1974 Saint-Moritz           | 5e           | Abandon      | Abandon | Abandon |
| JO 1976 Innsbruck                    | Non-partante | 5e           | Abandon | Abandon |
| Mondiaux 1978 Garmisch-Partenkirchen | 4e           | Abandon      | —       | —       |
| JO 1980 Lake Placid                  | Bronze       | Abandon      | Abandon | Abandon |

### Coupe du monde
- Vainqueur du classement général en 1981
  - Vainqueur de la coupe du monde de descente en 1980 et 1981
  - Vainqueur de la coupe du monde de combiné en 1981
  - 24 victoires : 13 descentes, 6 géants et 5 combinés
  - 57 podiums

| Année/Classement | Général | Général | Descente | Descente | Géant  | Géant  | Slalom | Slalom | Combiné | Combiné |
| Année/Classement | Class.  | Points  | Class.   | Points   | Class. | Points | Class. | Points | Class.  | Points  |
| ---------------- | ------- | ------- | -------- | -------- | ------ | ------ | ------ | ------ | ------- | ------- |
| 1972             | 5e      | 111     | 3e       | 71       | 6e     | 37     | 23e    | 3      | -       | -       |
| 1973             | 17e     | 48      | 10e      | 22       | 9e     | 26     | -      | -      | -       | -       |
| 1974             | 6e      | 123     | 2e       | 72       | 9e     | 28     | -      | -      | -       | -       |
| 1975             | 4e      | 154     | 3e       | 100      | 10e    | 22     | 13e    | 11     | -       | -       |
| 1976             | 14e     | 58      | 10e      | 27       | 10e    | 19     | 16e    | 12     | -       | -       |
| 1977             | 6e      | 133     | 3e       | 81       | 23e    | 3      | -      | -      | -       | -       |
| 1978             | 10e     | 63      | 3e       | 78       | 14e    | 10     | -      | -      | -       | -       |
| 1979             | 5e      | 156     | 3e       | 89       | 4e     | 94     | -      | -      | -       | -       |
| 1980             | 3e      | 221     | 1re      | 125      | 2e     | 95     | 22e    | 11     | 6e      | 25      |
| 1981             | 1re     | 289     | 1re      | 120      | 2e     | 95     | 28e    | 7      | 1re     | 86      |

|       | Descente                                                          | Géant                          | Combiné                                  | Total |
| ----- | ----------------------------------------------------------------- | ------------------------------ | ---------------------------------------- | ----- |
| 1975  | Innsbruck Jackson Hole                                            | -                              |                                          | 2     |
| 1977  | –                                                                 | -                              | Crans-Montana                            | 1     |
| 1978  | Val d'Isère                                                       | -                              | -                                        | 1     |
| 1979  | –                                                                 | Furano                         | Val d'Isère                              | 2     |
| 1980  | Val d'Isère Piancavallo Zell am See Pfronten II Arosa Bad Gastein | Val d'Isère Mont-Sainte-Anne   | Val d'Isère                              | 9     |
| 1981  | Val d'Isère Piancavallo Crans-Montana Megève II                   | Limone Piemonte Maribor Furano | Val d'Isère Piancavallo /Limone Piemonte | 9     |
| Total | 13                                                                | 6                              | 5                                        | 24    |

## Arlberg-Kandahar
- Meilleur résultat : 3e place dans la descente 1975 à Chamonix